# Roman Yakovlev
Roman Nikolayevich Yakovlev (em russo:  Роман Николаевич Яковлев; Carcóvia, 13 de agosto de 1976) é um ex-jogador de voleibol da Rússia que competiu nos Jogos Olímpicos de 2000.

## Carreira
Em 2000, ele fez parte da equipe russa que conquistou a medalha de prata no torneio olímpico, no qual atuou em oito partidas.
Em 2015 o jogador que atuava como oposto pelo Nova Novokuybyshevsk anunciou a sua aposentadoria das quadras. Em 2018 foi contratado pelo Fakel Novy Urengoy para administrar o time da primeira divisão do campeonato russo.